# Delphine Carrat
Delphine Carrat, née le 25 avril 1986 à Challans, est une joueuse de handball française qui évolue au poste d'ailière gauche.

## Biographie
Elle est internationale française, elle possède 12 sélections et 4 buts avec l'équipe de France. Le 25 février 2010, Olivier Krumbholz lui offre sa première sélection en amical contre la Roumanie.
Elle a notamment évolué pendant 10 saisons avec le Handball Cercle Nîmes, jusqu'à la disparition du club en 2016. 

## Palmarès

### Club
compétitions internationales
- vainqueur de la coupe Challenge en 2009 (avec le HBC Nîmes)

compétitions nationales
- finaliste de la coupe de la Ligue en 2010 et 2013 (avec le HBC Nîmes)
- finaliste de la coupe de France en 2011 (avec le HBC Nîmes)

### En sélection
autres
- 4e place du championnat d'Europe junior en 2004